# Richard Lenski
Richard E. Lenski (13 de agosto de 1956) é um biólogo evolucionista, mais conhecido por seus 25 anos de experimentos sobre evolução da Escherichia coli.

## Vida
Richard E. Lenski é o filho do sociólogo Gerhard Lenski e da poeta Jean Lenski. Ele também é o sobrinho-neto do autor infantil Lois Lenski e bisneto de Luterana comentarista Richard Lenski CH. Ele ganhou seu BA da faculdade de Oberlin, em 1976, e seu PhD pela Universidade da Carolina do Norte, em 1982.

## Carreira
Em 1996, Lenski ganhou uma MacArthur Fellowship, e em 2006 ele foi eleito para o Academia Nacional de Ciências dos Estados Unidos.
Lenski é um companheiro na Academia Americana de Microbiologia e da Academia Americana de Artes e Ciências e ocupa o cargo Hannah Distinguished Professor de ecologia microbiana na Michigan State University.
Em 17 de fevereiro de 2010, ele co-fundou o Centro NSF Ciência e Tecnologia para o Estudo da Evolução em Ação, conhecido como o Centro BEACON. Em agosto de 2013, tendo sido inspirado por uma apresentação por Tito Brown sobre o papel das mídias sociais na ciência, Lenski começou a blogar em Telliamed Revisited e twittar como @ RELenski.

## Experimentos com E. coli
A E. coli experimento evolução a longo prazo é um estudo em curso na evolução experimental liderado por Richard Lenski, que vem acompanhando as mudanças genéticas em 12 populações inicialmente idênticas de assexuadas Escherichia coli bactérias desde 24 de fevereiro de 1988. As populações atingiram a marca de 50 mil gerações em fevereiro 2010.
Desde o início do experimento, Lenski e seus colegas relataram uma grande variedade de alterações genéticas, alguns evolucionistas adaptações ocorreram em todas as 12 populações, enquanto outros apareceram apenas em uma ou poucas populações. Uma adaptação particularmente impressionante foi a evolução de uma cepa de E. coli que foi capaz de utilizar o ácido cítrico como uma fonte de carbono em um ambiente aeróbico.